# Lidia Chmielnicka-Żmuda
Lidia Teresa Chmielnicka-Żmuda (ur. 8 marca 1939 w Lublińcu, zm. 27 września 2002 w Opolu) – polska siatkarka, reprezentantka Polski, medalistka igrzysk olimpijskich i mistrzostw Europy.

## Sukcesy
W drużynie narodowej występowała przez pięć lat (1963–1968) i rozegrała w niej 119 spotkań. Karierę sportową rozpoczęła w Opolu, by potem grać także w Warszawie i Łodzi na zakończenie swej przygody z siatkówką przeniosła się do Włoch, gdzie była nie tylko zawodnikiem, ale i trenerem.

## Kluby
- ???–1959 Budowlani Opole
- 1959–1968 AZS-AWF Warszawa
- 1968–1972 Start Łódź
- 1972–1978 Fano Ancona

## Medale
- Brązowy medal IO Meksyk 1968
- Srebrny medal mistrzostw Europy 1963, 1967
- Mistrzostwo Polski
- Osiem tytułów mistrzyni Polski 1960, 1962–1966, 1971–1972
- Dwa tytuły wicemistrzyni Polski 1961, 1970
- Brązowy medal mistrzostw Polski 1969
- Drugie miejsce w Pucharze Europy Mistrzyń Krajowych 1961, 1963
- Czwarte miejsce w Pucharze Europy Mistrzyń Krajowych 1972